# Iraaks voetbalelftal (mannen)
Het Iraaks voetbalelftal is een team van voetballers dat Irak vertegenwoordigt bij internationale wedstrijden en competities, zoals de (kwalificatie)wedstrijden voor het Wereldkampioenschap voetbal, de Azië Cup en het West-Azië Cup.
Irak plaatste zich één keer voor het WK, in 1986 nam het deel en verloor alle wedstrijden. In 2007 werd Irak Aziatisch kampioen na een overwinning op Saoedi-Arabië.

## Geschiedenis

### 1957 - 1990: Enige deelname aan het WK in Mexico
In 1957 speelde Irak zijn eerste interland, er werd met 3-3 gelijk gespeeld tegen Marokko. De eerste competitie waar Irak aan deelnam was de Arab Nations Cup, in 1963 werd men tweede in de finale-poule achter Tunesië, de eerste plaats werd gehaald in 1964 en 1966. In 1964 eindigde Irak in de finale-poule boven Libië, in 1966 werd met 2-1 gewonnen van Syrië.
In 1972 deed Irak voor de eerste keer mee aan de Azië Cup, het plaatste zich voor het eindtoernooi. Het overleefde niet de groepsfase, het speelde gelijk tegen het organiserende Thailand en verloor met 4-1 van Iran, het doelsaldo was niet toereikend om Thailand voor te blijven. In het jaar daarop deed Irak voor de eerste keer mee aan kwalificatiewedstrijden voor het WK. In een toernooi in Australië kwam Irak één punt tekort ten opzichte van Australië om zich te plaatsen voor de Play-Offs.In 1976 werd opnieuw deelgenomen aan de Azië Cup. De ploeg haalde de halve finales, waar na verlenging werd verloren van Koeweit.
In de jaren tachtig was Irak een van de betere voetballanden in Azië. Het team kwalificeerde zich voor het Wereldkampioenschap 1986 en voor de Olympische Spelen in Moskou, Los Angeles en Seoel. Het beste resultaat was in 1980, waar in de kwartfinale werd verloren van Oost-Duitsland. Verder won het de Asian Games, de Arab Nations Cup vier keer, the Gulf Cup of Nations vier keer en in 1985 Pan Arab Games. In dezelfde periode was Irak verwikkeld in een langdurige oorlog tegen Iran en nam niet deel aan de Azië Cup.
Men schreef zich wel in voor kwalificatie voor WK-toernooien, in 1982 en 1990 waren respectievelijk Saoedi-Arabië en Qatar te sterk. In 1986 plaatste Irak zich voor het WK, vanwege de oorlog met Iran werden alle wedstrijden op neutraal grond gespeeld. Een overwinning op Qatar zorgde voor kwalificatie voor de Play-Off. Na een 2-3 uitoverwinning op de Verenigde Arabische Emiraten stond Irak in de "thuiswedstrijd" vlak voor tijd met 0-2 achter, in de laatste minuut zorgde Karim Saddam voor de verlossende treffer. In de finale-ronde was Syrië de tegenstander, na een 0-0 gelijkspel in Damascus was een 3-1 overwinning genoeg voor deelname aan het WK, te houden in Mexico. Alle wedstrijden op het eindtoernooi werden met één doelpunt verloren. Tegen Paraguay werd een doelpunt van de Irakezen afgekeurd, tegen België speelde Irak lange tijd met 10 man, maar wist het België lang moeilijk te maken. Ahmed Radhi maakte het enige doelpunt voor Irak. Irak voltooide het toernooi met een 1-0 nederlaag tegen Mexico

### 1990 - heden: Aziatisch Kampioen in 2007
Na de Golfoorlog van 1991 ging het beduidend minder met het voetbalteam. Oedai Hoessein, zoon van leider Saddam Hoessein, was voorzitter van het Iraaks Olympisch comité, en had als zodanig ook het nationale voetbalteam onder zijn hoede. Hoewel hij vrijwel niets van het spel wist, bemoeide hij zich toch intensief met het team. Het verhaal gaat dat hij met het dreigen en het martelen van spelers de resultaten positief probeerde te beïnvloeden en slecht presterende spelers strafte. De FIFA onderzocht de incidenten in 1997 maar vond geen bewijs. In 1993 plaatste Irak zich voor de finale-poule van het WK-kwalificatietoernooi, zes landen speelden een toernooi om twee WK-plaatsen. Irak eindigde op de vierde plaats met één punt achterstand op nummer twee Zuid-Korea. Belangrijkste wapenfeiten waren een 1-0 overwinning op Iran (de eerste wedstrijd tussen beide landen sinds de Iran-Irak oorlog) en een doelpunt in blessure-tijd in de wedstrijd tegen Japan, waardoor Zuid-Korea en niet Japan zich kwalificeerde. Voor het WK van 1998 werd Irak uitgeschakeld door debutant Kazachstan en het Iraaks elftal daalde naar plaats 139 op de FIFA-ranglijst, een dieptepunt. Er werd wel voor de eerste keer in twintig jaar deelgenomen aan de Aziatische Kampioenschappen, in 1996, 2000 en 2004 was de kwartfinale steeds het eindstation.
Na de val van Saddam Hoessein trad een nieuwe generatie voetballers aan en verbeterden de resultaten. In 2004 kwalificeerde Irak zich voor de Olympische Zomerspelen van 2004 dankzij een beter doelsaldo dan Oman. Door overwinningen op Portugal, Costa Rica en Australië haalde het team de halve finale, waar met 3-1 van Paraguay werd verloren. Een 1-0 nederlaag tegen Italië zorgde niet voor een medaille, maar het uitstekende optreden van het olympische team betekende een grote opsteker voor het land, dat na de val van Saddam Hoessein verzeild was geraakt in een burgeroorlog. Het succes kreeg geen vervolg, Irak werd voor de WK-eindronde van 2006 in de voorronde uitgeschakeld door Oezbekistan.
In 2006 plaatste Irak zich voor de strijd om de Azië Cup in 2007. In de eerste ronde werd eerst een van de vier gastlanden Thailand op een 1-1 gelijkspel gehouden. Na een 3-1 overwinning op Australië was een doelpuntloos gelijkspel tegen Oman genoeg om zich te plaatsen voor de kwartfinales. Twee doelpunten van Younis Mahmoud zorgde voor een 2-0 overwinning op Vietnam, waarna voor de eerste keer sinds 1976 de halve finales werd gehaald. In die halve finale tegen Zuid-Korea werd niet gescoord, twee missers van Zuid-Koreanen zorgden voor een finale plaats. In Jakarta was Saoedi-Arabië de tegenstander, Mahmoud scoorde in de 72e minuut de bevrijdende treffer en de Iraakse bevolking hadden opnieuw een opsteker van jewelste tijdens de voortdurende burgeroorlog. Mahmoud werd gekozen tot speler van het toernooi en het tijdschrift World Soccer verkoos het team tot Wereldteam van het jaar.
Ook nu weer kreeg het succes geen passend vervolg, Irak haalde de finale-poule voor kwalificatie voor het WK van 2010 niet, in de beslissende wedstrijd verloor Irak thuis van Qatar.Als winnaar van de Azië Cup 2007 mocht Irak deelnemen aan de Confederations Cup van 2009. Op dit toernooi werd twee keer doelpuntloos gelijkgespeeld (Zuid-Afrika en Nieuw-Zeeland) en 1 keer verloren (Spanje, 0–1). Prolongatie van de Aziatische titel ging in 2011 verloren door een nederlaag tegen Australië. Harry Kewell scoorde drie minuten voor het einde van de verlengingen de noodlottige treffer. Voor het WK van 2014 plaatste het land zich voor de finale-poule, maar eindigde als laatste (vijfde) in zijn groep. Op het Aziatisch Kampioenschap van 2015 haalde Irak voor de zesde achtereenvolgende keer de kwartfinales. De kwartfinale tegen Iran werd een ware thriller, na een 1-1 stand na de reguliere speeltijd nam Irak twee keer de leiding, maar twee keer kwam Iran langszij: 3-3. In de strafschoppenserie viel de beslissing pas na de achtste strafschop in het voordeel van Irak. In de halve finale was Zuid-Korea met 2-0 te sterk, waarna de Verenigde Arabische Emiraten de bronzen medaille pakte door met 3-2 te winnen.
Kwalificatie voor het WK van 2018 werd echter opnieuw een "mission impossible". In de eerste ronde eindigde Irak op de tweede plaats in zijn groep achter Thailand, maar doordat het tot de beste nummers twee behoorde van de Aziatische Zone behoorde werd de finale-poule alsnog gehaald. In die finale-poule werden liefst vijf van de tien wedstrijden verloren. Irak eindigde op de voorlaatste plaats in zijn groep.
Op 1 juni 2017 speelde Irak voor het eerst sinds 2013 weer een interland op eigen bodem Onder het toeziend oog van meer dan 60.000 Irakezen werd in Basra met 1-0 gewonnen van Jordanië in een vriendschappelijk duel. Door de onrust in het land en de opkomst van terreurbeweging IS verbood de FIFA in 2013 internationale wedstrijden op Iraaks grondgebied. Daardoor was het land gedwongen om vier jaar lang thuiswedstrijden buiten de eigen landsgrenzen af te werken, in zogeheten neutrale stadions.

## Deelname aan internationale toernooien

### Wereldkampioenschap
| Wereldkampioenschap voetbal overzicht | Wereldkampioenschap voetbal overzicht | Wereldkampioenschap voetbal overzicht | Wereldkampioenschap voetbal overzicht | Wereldkampioenschap voetbal overzicht | Wereldkampioenschap voetbal overzicht | Wereldkampioenschap voetbal overzicht | Wereldkampioenschap voetbal overzicht | Wereldkampioenschap voetbal overzicht |
| Jaar                                  | Ronde                                 | Wed.                                  | W                                     | G                                     | V                                     | DV                                    | DT                                    | Kwal                                  |
| ------------------------------------- | ------------------------------------- | ------------------------------------- | ------------------------------------- | ------------------------------------- | ------------------------------------- | ------------------------------------- | ------------------------------------- | ------------------------------------- |
| 1974                                  | Niet gekwalificeerd                   | Niet gekwalificeerd                   | Niet gekwalificeerd                   | Niet gekwalificeerd                   | Niet gekwalificeerd                   | Niet gekwalificeerd                   | Niet gekwalificeerd                   | Niet gekwalificeerd                   |
| 1978                                  | Teruggetrokken                        | Teruggetrokken                        | Teruggetrokken                        | Teruggetrokken                        | Teruggetrokken                        | Teruggetrokken                        | Teruggetrokken                        | Teruggetrokken                        |
| 1982                                  | Niet gekwalificeerd                   | Niet gekwalificeerd                   | Niet gekwalificeerd                   | Niet gekwalificeerd                   | Niet gekwalificeerd                   | Niet gekwalificeerd                   | Niet gekwalificeerd                   | Niet gekwalificeerd                   |
| 1986                                  | Groepsfase                            | 3                                     | 0                                     | 0                                     | 3                                     | 1                                     | 4                                     | (Kwal.)                               |
| 1990                                  | Niet gekwalificeerd                   | Niet gekwalificeerd                   | Niet gekwalificeerd                   | Niet gekwalificeerd                   | Niet gekwalificeerd                   | Niet gekwalificeerd                   | Niet gekwalificeerd                   | Niet gekwalificeerd                   |
| 1994                                  | Niet gekwalificeerd                   | Niet gekwalificeerd                   | Niet gekwalificeerd                   | Niet gekwalificeerd                   | Niet gekwalificeerd                   | Niet gekwalificeerd                   | Niet gekwalificeerd                   | Niet gekwalificeerd                   |
| 1998                                  | Niet gekwalificeerd                   | Niet gekwalificeerd                   | Niet gekwalificeerd                   | Niet gekwalificeerd                   | Niet gekwalificeerd                   | Niet gekwalificeerd                   | Niet gekwalificeerd                   | Niet gekwalificeerd                   |
| 2002                                  | Niet gekwalificeerd                   | Niet gekwalificeerd                   | Niet gekwalificeerd                   | Niet gekwalificeerd                   | Niet gekwalificeerd                   | Niet gekwalificeerd                   | Niet gekwalificeerd                   | Niet gekwalificeerd                   |
| 2006                                  | Niet gekwalificeerd                   | Niet gekwalificeerd                   | Niet gekwalificeerd                   | Niet gekwalificeerd                   | Niet gekwalificeerd                   | Niet gekwalificeerd                   | Niet gekwalificeerd                   | Niet gekwalificeerd                   |
| 2010                                  | Niet gekwalificeerd                   | Niet gekwalificeerd                   | Niet gekwalificeerd                   | Niet gekwalificeerd                   | Niet gekwalificeerd                   | Niet gekwalificeerd                   | Niet gekwalificeerd                   | Niet gekwalificeerd                   |
| 2014                                  | Niet gekwalificeerd                   | Niet gekwalificeerd                   | Niet gekwalificeerd                   | Niet gekwalificeerd                   | Niet gekwalificeerd                   | Niet gekwalificeerd                   | Niet gekwalificeerd                   | Niet gekwalificeerd                   |
| 2018                                  | Niet gekwalificeerd                   | Niet gekwalificeerd                   | Niet gekwalificeerd                   | Niet gekwalificeerd                   | Niet gekwalificeerd                   | Niet gekwalificeerd                   | Niet gekwalificeerd                   | Niet gekwalificeerd                   |
| 2022                                  | Niet gekwalificeerd                   | Niet gekwalificeerd                   | Niet gekwalificeerd                   | Niet gekwalificeerd                   | Niet gekwalificeerd                   | Niet gekwalificeerd                   | Niet gekwalificeerd                   | Niet gekwalificeerd                   |

### FIFA Confederations Cup
| FIFA Confederations Cup overzicht | FIFA Confederations Cup overzicht | FIFA Confederations Cup overzicht | FIFA Confederations Cup overzicht | FIFA Confederations Cup overzicht | FIFA Confederations Cup overzicht | FIFA Confederations Cup overzicht | FIFA Confederations Cup overzicht | FIFA Confederations Cup overzicht |
| Jaar                              | Ronde                             | Wed.                              | W                                 | G                                 | V                                 | DV                                | DT                                |                                   |
| --------------------------------- | --------------------------------- | --------------------------------- | --------------------------------- | --------------------------------- | --------------------------------- | --------------------------------- | --------------------------------- | --------------------------------- |
| 2009                              | Groepsfase                        | 3                                 | 0                                 | 2                                 | 1                                 | 0                                 | 1                                 |                                   |

### Aziatisch kampioenschap
| Azië Cup overzicht | Azië Cup overzicht | Azië Cup overzicht | Azië Cup overzicht | Azië Cup overzicht | Azië Cup overzicht | Azië Cup overzicht | Azië Cup overzicht | Azië Cup overzicht |
| Jaar               | Ronde              | Wed.               | W                  | G                  | V                  | DV                 | DT                 | Kwal               |
| ------------------ | ------------------ | ------------------ | ------------------ | ------------------ | ------------------ | ------------------ | ------------------ | ------------------ |
| 1972               | Groepsfase         | 3                  | 0                  | 2                  | 1                  | 1                  | 4                  | (Kwal.)            |
| 1976               | Vierde             | 4                  | 1                  | 0                  | 3                  | 3                  | 6                  | (Kwal.)            |
| 1980−1992          | Geen deelname      | Geen deelname      | Geen deelname      | Geen deelname      | Geen deelname      | Geen deelname      | Geen deelname      | Geen deelname      |
| 1996               | Kwartfinale        | 4                  | 2                  | 0                  | 2                  | 6                  | 4                  | (Kwal.)            |
| 2000               | Kwartfinale        | 4                  | 1                  | 1                  | 2                  | 5                  | 7                  | (Kwal.)            |
| 2004               | Kwartfinale        | 4                  | 2                  | 0                  | 2                  | 5                  | 7                  | (Kwal.)            |
| 2007               | Winnaar            | 6                  | 3                  | 3                  | 0                  | 7                  | 2                  | (Kwal.)            |
| 2011               | Kwartfinale        | 4                  | 2                  | 0                  | 2                  | 3                  | 3                  |                    |
| 2015               | Vierde             | 6                  | 3                  | 0                  | 3                  | 8                  | 9                  | (Kwal.)            |
| 2019               | Achtste finale     | 4                  | 2                  | 1                  | 1                  | 6                  | 3                  | (Kwal.)            |
| 2023               | Achtste finale     | 4                  | 3                  | 0                  | 1                  | 10                 | 7                  | (Kwal.)            |
| Totaal             | 10 keer            | 43                 | 19                 | 7                  | 17                 | 54                 | 52                 |                    |

### West-Aziatisch kampioenschap
| West-Azië Cup overzicht | West-Azië Cup overzicht | West-Azië Cup overzicht | West-Azië Cup overzicht | West-Azië Cup overzicht | West-Azië Cup overzicht | West-Azië Cup overzicht | West-Azië Cup overzicht | West-Azië Cup overzicht |
| Jaar                    | Ronde                   | Wed.                    | W                       | G                       | V                       | DV                      | DT                      |                         |
| ----------------------- | ----------------------- | ----------------------- | ----------------------- | ----------------------- | ----------------------- | ----------------------- | ----------------------- | ----------------------- |
| 2000                    | Derde                   | 5                       | 3                       | 2                       | 0                       | 10                      | 2                       |                         |
| 2002                    | Kampioen                | 4                       | 3                       | 1                       | 0                       | 6                       | 2                       |                         |
| 2004                    | Vierde                  | 4                       | 1                       | 0                       | 3                       | 4                       | 8                       |                         |
| 2007                    | Tweede                  | 4                       | 2                       | 1                       | 1                       | 5                       | 2                       |                         |
| 2008                    | Geen deelname           | Geen deelname           | Geen deelname           | Geen deelname           | Geen deelname           | Geen deelname           | Geen deelname           |                         |
| 2010                    | Halve finale            | 3                       | 2                       | 0                       | 1                       | 6                       | 3                       |                         |
| 2012                    | Tweede                  | 4                       | 2                       | 1                       | 1                       | 4                       | 2                       |                         |
| 2014                    | Groepsfase              | 2                       | 0                       | 2                       | 0                       | 0                       | 0                       |                         |
| 2019                    | Tweede                  | 5                       | 3                       | 1                       | 1                       | 5                       | 3                       |                         |

### Golf Cup of Nations
| Golf Cup of Nations overzicht | Golf Cup of Nations overzicht | Golf Cup of Nations overzicht | Golf Cup of Nations overzicht | Golf Cup of Nations overzicht | Golf Cup of Nations overzicht | Golf Cup of Nations overzicht | Golf Cup of Nations overzicht | Golf Cup of Nations overzicht |
| Jaar                          | Ronde                         | Wed.                          | W                             | G                             | V                             | DV                            | DT                            |                               |
| ----------------------------- | ----------------------------- | ----------------------------- | ----------------------------- | ----------------------------- | ----------------------------- | ----------------------------- | ----------------------------- | ----------------------------- |
| 1976                          | Tweede                        | 7                             | 4                             | 2                             | 1                             | 24                            | 7                             |                               |
| 1979                          | Kampioen                      | 6                             | 6                             | 0                             | 0                             | 23                            | 1                             |                               |
| 1982                          | Teruggetrokken                | Teruggetrokken                | Teruggetrokken                | Teruggetrokken                | Teruggetrokken                | Teruggetrokken                | Teruggetrokken                |                               |
| 1984                          | Kampioen                      | 6                             | 4                             | 1                             | 1                             | 11                            | 4                             |                               |
| 1986                          | Zesde                         | 6                             | 1                             | 3                             | 2                             | 8                             | 9                             |                               |
| 1988                          | Kampioen                      | 6                             | 4                             | 2                             | 0                             | 8                             | 1                             |                               |
| 1990                          | Teruggetrokken                | Teruggetrokken                | Teruggetrokken                | Teruggetrokken                | Teruggetrokken                | Teruggetrokken                | Teruggetrokken                |                               |
| 1992−2003                     | Geen deelname                 | Geen deelname                 | Geen deelname                 | Geen deelname                 | Geen deelname                 | Geen deelname                 | Geen deelname                 |                               |
| 2004                          | Groepsfase                    | 3                             | 0                             | 2                             | 1                             | 5                             | 7                             |                               |
| 2007                          | Groepsfase                    | 3                             | 1                             | 1                             | 1                             | 2                             | 2                             |                               |
| 2009                          | Groepsfase                    | 3                             | 0                             | 1                             | 2                             | 2                             | 8                             |                               |
| 2010                          | Halve finale                  | 3                             | 1                             | 2                             | 0                             | 3                             | 2                             |                               |
| 2013                          | Tweede                        | 5                             | 3                             | 1                             | 1                             | 7                             | 3                             |                               |
| 2014                          | Groepsfase                    | 3                             | 0                             | 1                             | 2                             | 1                             | 4                             |                               |
| 2017                          | Halve finale                  | 4                             | 2                             | 2                             | 0                             | 6                             | 2                             |                               |
| 2019                          | Halve finale                  | 4                             | 2                             | 2                             | 0                             | 6                             | 3                             |                               |
| 2023                          | Kampioen                      | 5                             | 4                             | 1                             | 0                             | 12                            | 3                             |                               |

### Arab Cup
| Arab Nations Cup overzicht | Arab Nations Cup overzicht | Arab Nations Cup overzicht | Arab Nations Cup overzicht | Arab Nations Cup overzicht | Arab Nations Cup overzicht | Arab Nations Cup overzicht | Arab Nations Cup overzicht | Arab Nations Cup overzicht |
| Jaar                       | Ronde                      | Wed.                       | W                          | G                          | V                          | DV                         | DT                         |                            |
| -------------------------- | -------------------------- | -------------------------- | -------------------------- | -------------------------- | -------------------------- | -------------------------- | -------------------------- | -------------------------- |
| 1963                       | Tweede                     | 4                          | 3                          | 0                          | 1                          | 9                          | 4                          |                            |
| 1964                       | Kampioen                   | 4                          | 3                          | 1                          | 0                          | 6                          | 2                          |                            |
| 1966                       | Kampioen                   | 6                          | 5                          | 1                          | 0                          | 20                         | 5                          |                            |
| Palestina Cup overzicht    |                            |                            |                            |                            |                            |                            |                            |                            |
| 1972                       | Tweede                     | 5                          | 3                          | 1                          | 1                          | 9                          | 4                          |                            |
| 1973                       | Vierde                     | 6                          | 2                          | 3                          | 1                          | 5                          | 3                          |                            |
| 1975                       | Tweede                     | 4                          | 2                          | 1                          | 1                          | 10                         | 2                          |                            |
| Arab Nations Cup overzicht |                            |                            |                            |                            |                            |                            |                            |                            |
| 1985                       | Kampioen                   | 4                          | 3                          | 1                          | 0                          | 7                          | 3                          |                            |
| 1988                       | Kampioen                   | 6                          | 2                          | 4                          | 0                          | 7                          | 2                          |                            |
| 1992–2002                  | Geen deelname              | Geen deelname              | Geen deelname              | Geen deelname              | Geen deelname              | Geen deelname              | Geen deelname              |                            |
| 2012                       | Derde                      | 5                          | 3                          | 1                          | 1                          | 6                          | 4                          |                            |
| FIFA Arab Cup overzicht    |                            |                            |                            |                            |                            |                            |                            |                            |
| 2021                       | Groepsfase                 | 3                          | 0                          | 2                          | 1                          | 1                          | 4                          |                            |

## FIFA-wereldranglijst[11]
| 1993 | 1994 | 1995 | 1996 | 1997 | 1998 | 1999 | 2000 | 2001 | 2002 | 2003 | 2004 | 2005 | 2006 | 2007 | 2008 | 2009 | 2010 | 2011 | 2012 | 2013 | 2014 | 2015 | 2016 | 2017 | 2018 |
| ---- | ---- | ---- | ---- | ---- | ---- | ---- | ---- | ---- | ---- | ---- | ---- | ---- | ---- | ---- | ---- | ---- | ---- | ---- | ---- | ---- | ---- | ---- | ---- | ---- | ---- |
| 65   | 88   | 110  | 98   | 68   | 94   | 78   | 79   | 72   | 53   | 43   | 44   | 54   | 83   | 68   | 72   | 88   | 100  | 78   | 92   | 110  | 103  | 89   | 119  | 79   | 88   |

## Selectie
| #             | Naam                         | Geboortedatum     | Club              | Wedstrijden (Doelpunten) |
| Keepers       |                              |                   |                   |                          |
| 1             | Jalal Hassan                 | 18 mei 1991       | Arbil FC          | 6 (0)                    |
| 12            | Mohammed Hameed              | 24 januari 1993   | Al-Shorta         | 0 (0)                    |
| 22            | Noor Sabri                   | 16 december 1984  | Al-Naft           | 85 (0)                   |
| Verdedigers   |                              |                   |                   |                          |
| 2             | Chistian Üre                 | 2 oktober 2001    | Fc Syrianska      | 3 (0)                    |
| 3             | Ali Bahjat                   | 3 maart 1992      | Duhok FC          | 9 (0)                    |
| 5             | Mohammed Jabbar Rubat        | 23 november 1993  | Al-Minaa          | 0 (0)                    |
| 6             | Ali Adnan                    | 19 december 1993  | Çaykur Rizespor   | 11 (0)                   |
| 14            | Salam Shakir                 | 31 juli 1986      | Al-Khor           | 60 (4)                   |
| 15            | Ali Rehema                   | 8 augustus 1985   | Al-Wakrah         | 93 (1)                   |
| 19            | Mustafa Nadhim               | 30 november 1993  | Najaf             | 1 (0)                    |
| 20            | Dhurgham Ismail              | 23 mei 1994       | Arbil FC          | 4 (1)                    |
| 23            | Waleed Salem                 | 5 januari 1992    | Al-Shorta         | 11 (0)                   |
| Middenvelders |                              |                   |                   |                          |
| 4             | Khaldoun Ibrahim             | 16 juni 1987      | Baghdad FC        | 30 (0)                   |
| 8             | Saif Salman                  | 1 juli 1993       | Duhok FC          | 12 (0)                   |
| 9             | Ameer Sabah                  | 10 januari 1988   | Baghdad FC        | 4 (0)                    |
| 11            | Humam Tariq                  | 10 februari 1996  | Al Quwa Al Jawiya | 6 (0)                    |
| 13            | Nabeel Sabah                 | 1 juli 1990       | Arbil FC          | 10 (0)                   |
| 17            | Alaa Abdul-Zahra             | 22 december 1987  | Duhok FC          | 48 (10)                  |
| 18            | Ammar Abdul-Hussein Al-Asadi | 1 januari 1993    | Arbil FC          | 2 (0)                    |
| 21            | Ahmad Abbas Hattab           | 9 mei 1994        | Naft Al-Janoob    | 2 (0)                    |
| Aanvallers    |                              |                   |                   |                          |
| 7             | Hammadi Ahmad                | 18 oktober 1989   | Al Quwa Al Jawiya | 21 (3)                   |
| 10            | Younis Mahmoud               | 2 maart 1983      | Al-Sadd           | 112 (46)                 |
| 16            | Mohannad Abdul-Raheem        | 22 september 1993 | Duhok FC          | 4 (0)                    |

IFA · A-internationals · Statistieken · Iraaks vrouwenelftal · Irak U21 · Irak U20 · Irak U19 · Irak U18 · Irak U17
1950 – 1969 ·
1970 – 1979 ·
1980 – 1989 ·
1990 – 1999 ·
2000 – 2009 ·
2010 – 2019 ·
2020 − 2029
Afghanistan ·
Algerije ·
Argentinië ·
Australië ·
Azerbeidzjan ·
Bahrein ·
België ·
Bolivia ·
Botswana ·
Brazilië ·
Cambodja ·
Chili ·
China ·
Colombia ·
Congo-Kinshasa ·
Cyprus ·
DDR ·
Ecuador ·
Egypte ·
Estland ·
Filipijnen ·
Finland ·
Ghana ·
Guinee ·
Hongkong ·
India ·
Indonesië ·
Iran ·
Japan ·
Jemen ·
Jordanië ·
Kazachstan ·
Kenia ·
Kirgizië ·
Koeweit ·
Libanon ·
Liberia ·
Libië ·
Macau ·
Maleisië ·
Marokko ·
Mauritanië ·
Mexico ·
Myanmar ·
Nepal ·
Nieuw-Zeeland ·
Noord-Korea ·
Oeganda ·
Oezbekistan ·
Oman ·
Pakistan ·
Palestina ·
Paraguay ·
Peru ·
Polen ·
Qatar ·
Roemenië ·
Rusland ·
Saoedi-Arabië · 
Sierra Leone · 
Singapore ·
Soedan ·
Spanje · 
Sri Lanka ·
Syrië · 
Tadzjikistan · 
Taiwan · 
Thailand · 
Trinidad en Tobago ·
Tunesië ·
Turkije ·
Turkmenistan ·
Uruguay ·
Verenigde Arabische Emiraten ·
Vietnam ·
Zambia ·
Zuid-Afrika ·
Zuid-Jemen ·
Zuid-Korea